# Unione Sportiva Ravenna 1999-2000
Questa pagina raccoglie le informazioni riguardanti l'Unione Sportiva Ravenna nelle competizioni ufficiali della stagione 1999-2000.

## Stagione
Nella stagione 1999-2000 il Ravenna disputa il campionato di Serie B, raccoglie 48 punti, con l'undicesimo posto della classifica. A Ravenna si vive il dopo Daniele Corvetta, destituito dalla guida del club giallorosso dal tribunale civile di Ravenna, ed inizia il 9 marzo 1999 con la nomina di un commissario giudiziario, poi prosegue l'11 novembre 1999 con l'acquisto del Ravenna, da parte di una società spagnola. A fare da garante vi è tra gli altri anche Gianni Fabbri, che nei prossimi anni avrà un ruolo rilevante nella società. Tornando al campo, il Ravenna viene affidato ad Attilio Perotti e disputa un onorevole torneo di centro classifica, raccoglie 26 punti nel girone di andata e 22 nel ritorno, chiudendo a metà classifica. Miglior marcatore stagionale il torinese Corrado Grabbi preso in prestito dalla Ternana, segna 15 reti, delle quali 2 in Coppa Italia e 13 in campionato. Meglio il Ravenna ha fatto in Coppa Italia, che in questa stagione presenta alcune novità. Il ritorno ai gironi in una fase preliminare, con le squadre di Serie B e Serie C1, il Ravenna è inserito nel girone 8 e lo vince. Dal secondo turno fino alle finali, si sperimenta il doppio arbitraggio, il Ravenna supera il secondo turno eliminando nel doppio confronto il Verona, poi negli ottavi di finale i giallorossi lasciano il passo alla Lazio. Per la cronaca va segnalato che il presidente del Ravenna, lo spagnolo Cabadas Torcal muore improvvisamente il 15 febbraio 2000. Dal 24 febbraio 2000 il Ravenna ha nuovo proprietario, si tratta di Giuliano Bastoni, titolare della "Autofrigo" di Cesena.

## Rosa

Con 13 gol il neoacquisto Corrado Grabbi è migliore marcatore della squadra, nell'unico campionato giocato a Ravenna.

| N. |                   | Ruolo | Calciatore          |
| -- | ----------------- | ----- | ------------------- |
| 1  | Italia (bandiera) | P     | Giovanni Cervone    |
| 2  | Italia (bandiera) | D     | Alessandro Lamonica |
| 3  | Italia (bandiera) | D     | Fabio Buscaroli     |
| 4  | Italia (bandiera) | C     | Andrea Bergamo      |
| 5  | Italia (bandiera) | D     | Giovanni Dall'Igna  |
| 6  | Italia (bandiera) | D     | Filippo Cristante   |
| 7  | Italia (bandiera) | A     | Mariano Sotgia      |
| 8  | Italia (bandiera) | A     | Paolo Agostini      |
| 9  | Italia (bandiera) | D     | Felice Centofanti   |
| 10 | Italia (bandiera) | C     | Francesco Dell'Anno |
| 11 | Italia (bandiera) | A     | Stefano Polesel     |
| 11 | Spagna (bandiera) | A     | José Ortiz Bernal   |
| 12 | Italia (bandiera) | P     | Alessio Sarti       |
| 13 | Italia (bandiera) | C     | Matteo Guardigli    |
| 14 | Italia (bandiera) | C     | Emanuele Pellizzaro |
| 15 | Italia (bandiera) | C     | Nicola Sanna        |

| N. |                    | Ruolo | Calciatore             |
| -- | ------------------ | ----- | ---------------------- |
| 15 | Italia (bandiera)  | D     | Alex Nodari            |
| 16 | Italia (bandiera)  | C     | Giuseppe Pregnolato    |
| 17 | Camerun (bandiera) | A     | Albert Meyong          |
| 17 | Spagna (bandiera)  | C     | Julio Farinas          |
| 18 | Italia (bandiera)  | D     | Mattia Mela            |
| 19 | Italia (bandiera)  | C     | Matteo Rossi           |
| 20 | Italia (bandiera)  | A     | Roberto Murgita        |
| 21 | Italia (bandiera)  | A     | Corrado Grabbi         |
| 22 | Italia (bandiera)  | P     | Daniele Lorenzini      |
| 23 | Italia (bandiera)  | D     | Gianluca Atzori        |
| 24 | Italia (bandiera)  | C     | Sebastiano Vecchiola   |
| 25 | Italia (bandiera)  | D     | Rosario Pergolizzi     |
| 26 | Italia (bandiera)  | C     | Davide Tentoni         |
| 27 | Italia (bandiera)  | A     | Mauro Bertarelli       |
| 28 | Brasile (bandiera) | C     | Romeu Mendes Rodrigues |
| 29 | Italia (bandiera)  | P     | Enrico Bosi            |

## Risultati

### Serie B

#### Girone di andata
| Arbitro: | Borriello (Mantova) |

|                    |           |             |
| Turrini 63’ (rig.) | Marcatori | 21’ Murgita |

| Ravenna 5 settembre 1999 2ª giornata | Ravenna             | 0 – 0 | Cosenza | Stadio Bruno Benelli\| Arbitro: \| Strazzera (Trapani) \| |
| Arbitro:                             | Strazzera (Trapani) |       |         |                                                           |

| Arbitro: | Preschern (Mestre) |

|             |           |                                     |
| Murgita 44’ | Marcatori | 1’ Caccia 60’ Lorenzi 63’ D. Zenoni |

| Arbitro: | Nucini (Bergamo) |

|                               |           |                      |
| Palmieri 45+1’ Pesaresi 90+4’ | Marcatori | 19’ (rig.) Dell'Anno |

| Arbitro: | Cesari (Genova) |

|                                     |           |  |
| Bertarelli 6’, 10’, 53’ Murgita 85’ | Marcatori |  |

| Arbitro: | Guiducci (Arezzo) |

|             |           |           |
| Ambrosi 17’ | Marcatori | 2’ Atzori |

| Arbitro: | Pin (Conegliano) |

|                              |           |           |
| Pregnolato 22’ Murgita 45+1’ | Marcatori | 16’ Zauli |

| Cesena 24 ottobre 1999 8ª giornata | Cesena              | 0 – 0 | Ravenna | Stadio Dino Manuzzi\| Arbitro: \| Castellani (Verona) \| |
| Arbitro:                           | Castellani (Verona) |       |         |                                                          |

| Ravenna 31 ottobre 1999 9ª giornata | Ravenna            | 0 – 0 | Treviso | Stadio Bruno Benelli\| Arbitro: \| Bolognino (Milano) \| |
| Arbitro:                            | Bolognino (Milano) |       |         |                                                          |

| Arbitro: | Guiducci (Arezzo) |

|            |           |                      |
| Saudati 2’ | Marcatori | 42’ (rig.) Dell'Anno |

| Ravenna 14 novembre 1999 11ª giornata | Ravenna           | 0 – 0 | Brescia | Stadio Bruno Benelli\| Arbitro: \| Saccani (Mantova) \| |
| Arbitro:                              | Saccani (Mantova) |       |         |                                                         |

| Arbitro: | Branzoni (Pavia) |

|                            |           |            |
| G. Ferrari 70’ (rig.), 90’ | Marcatori | 79’ Atzori |

| Arbitro: | Zaltron (Bassano del Grappa) |

|                |           |  |
| Centofanti 10’ | Marcatori |  |

| Arbitro: | Strazzera (Trapani) |

|                  |           |                              |
| F. Giampaolo 63’ | Marcatori | 49’ Centofanti 51’ Vecchiola |

| Arbitro: | Bonfrisco (Monza) |

|                                    |           |                        |
| De Cesare 39’ (rig.) Marazzina 53’ | Marcatori | 73’ (rig.), 85’ Grabbi |

| Arbitro: | Gabriele (Frosinone) |

|             |           |  |
| Murgita 50’ | Marcatori |  |

| Arbitro: | Pin (Conegliano) |

|                                         |           |  |
| Guidoni 15’ M. Rossi 50’ Di Michele 69’ | Marcatori |  |

| Arbitro: | Fausti (Milano) |

|                           |           |  |
| Atzori 11’ Centofanti 37’ | Marcatori |  |

| Arbitro: | Saccani (Mantova) |

|                         |           |  |
| Banchelli 46’ Benin 85’ | Marcatori |  |

#### Girone di ritorno
| Ravenna 23 gennaio 2000 20ª giornata | Ravenna          | 0 – 0 referto | Napoli | Stadio Bruno Benelli\| Arbitro: \| Rosetti (Torino) \| |
| Arbitro:                             | Rosetti (Torino) |               |        |                                                        |

| Arbitro: | Cesari (Genova) |

|            |           |                                  |
| Zhabov 39’ | Marcatori | 47’, 86’ (rig.) Grabbi 57’ Ortiz |

| Arbitro: | Castellani (Verona) |

|          |           |  |
| Doni 20’ | Marcatori |  |

| Arbitro: | Serena (Bassano del Grappa) |

|  |           |                   |
|  | Marcatori | 30’ (aut.) Grabbi |

| Arbitro: | Zaltron (Bassano del Grappa) |

|                          |           |  |
| Greco 3’ Ghirardello 30’ | Marcatori |  |

| Arbitro: | Strazzera (Trapani) |

|                       |           |  |
| Grabbi 6’, 74’ (rig.) | Marcatori |  |

| Arbitro: | Branzoni (Pavia) |

|               |           |  |
| Palladini 16’ | Marcatori |  |

| Arbitro: | Gabriele (Frosinone) |

|                          |           |  |
| Murgita 49’ Grabbi 90+1’ | Marcatori |  |

| Arbitro: | Zaltron (Bassano del Grappa) |

|          |           |            |
| Toni 43’ | Marcatori | 69’ Grabbi |

| Arbitro: | Bonfrisco (Monza) |

|               |           |              |
| Vecchiola 71’ | Marcatori | 38’ Regonesi |

| Arbitro: | Pin (Conegliano) |

|                        |           |            |
| Hubner 54’ (rig.), 82’ | Marcatori | 39’ Grabbi |

| Ravenna 22 aprile 2000 31ª giornata | Ravenna         | 0 – 0 | Alzano Virescit | Stadio Bruno Benelli\| Arbitro: \| Fausti (Milano) \| |
| Arbitro:                            | Fausti (Milano) |       |                 |                                                       |

| Terni 30 aprile 2000 32ª giornata | Ternana           | 0 – 0 | Ravenna | Stadio Libero Liberati\| Arbitro: \| Guiducci (Arezzo) \| |
| Arbitro:                          | Guiducci (Arezzo) |       |         |                                                           |

| Arbitro: | Massimiliano Saccani (Mantova) |

|                        |           |              |
| Romeu 6’ Dell'Anno 79’ | Marcatori | 35’ M. Rossi |

| Arbitro: | Branzoni (Pavia) |

|                                 |           |                    |
| Grabbi 29’ (rig.) Cristante 72’ | Marcatori | 46’, 57’ Marazzina |

| Arbitro: | Gabriele (Frosinone) |

|                          |           |                          |
| Chianese 23’ (rig.), 68’ | Marcatori | 20’ Dell'Anno 79’ Atzori |

| Arbitro: | Tombolini (Ancona) |

|                              |           |  |
| Grabbi 15’ (rig.) Sotgia 85’ | Marcatori |  |

| Arbitro: | Strazzera (Trapani) |

|                                           |           |                          |
| Moscardi 59’ Francioso 61’ Manfredini 72’ | Marcatori | 37’ Grabbi 51’ Dell'Anno |

| Arbitro: | Tombolini (Ancona) |

|            |           |                               |
| Grabbi 39’ | Marcatori | 28’ Tramezzani 54’ A. Carbone |

### Coppa Italia

#### Fase preliminare - Girone 8
| Arbitro: | Bertini (Arezzo) |

|                      |           |  |
| Atzori 7’ Sotgia 77’ | Marcatori |  |

| Arbitro: | Strazzera (Trapani) |

|  |           |                  |
|  | Marcatori | 90+1’ Centofanti |

| Arbitro: | Bonfrisco (Monza) |

|                     |           |                      |
| Cancellato 55’, 60’ | Marcatori | 41’ (rig.) Dell'Anno |

| Arbitro: | Tombolini (Ancona) |

|                       |           |             |
| Murgita 5’ Sotgia 50’ | Marcatori | 88’ Merloni |

| Arbitro: | Bazzoli (Merano) |

|               |           |              |
| Comandini 78’ | Marcatori | 7’ Dell'Anno |

| Arbitro: | Gabriele (Frosinone) |

|                 |           |              |
| Grabbi 18’, 46’ | Marcatori | 59’ Delpiano |

#### Secondo turno
| Arbitri: | P. Rossi (Ciampino) Preschern (Mestre) |

|                                     |           |           |
| Dell'Anno 19’ (rig.) Bertarelli 58’ | Marcatori | 15’ Diana |

| Arbitri: | Bolognino (Milano) Bonfrisco (Monza) |

|                       |           |                            |
| Piovanelli 92’ (rig.) | Marcatori | 15’ Murgita 70’ Centofanti |

#### Ottavi di finale
| Arbitri: | Messina (Bergamo) Borriello (Mantova) |

|               |           |            |
| Vecchiola 76’ | Marcatori | 65’ Bokšić |

| Arbitri: | Pellegrino (Barcellona Pozzo di Gotto) Fausti (Milano) |

|                                               |           |            |
| Mihajlović 14’, 89’ S. Inzaghi 50’ Bokšić 94’ | Marcatori | 53’ Sotgia |